# Jude Milhon
Jude Milhon (12 de Março de 1939 – 19 de Julho de 2003), em Anderson, Indiana, mais conhecida como St. Jude, foi uma hacker e autora na Área da Baía de São Francisco. San Francisco Bay Area.
Milhon cunhou o termo cypherpunk e foi uma das membro fundadoras do cypherpunks.. Ela começou a programação de computadores em 1967, escrevendo software para a companhia Horn and Hardart. Entre os projetos que ela contribuiu estão o Sistema Operacional Berkeley e o Community Memory. Ela foi membro da Computer Professionals for Social Responsibility, e autora de diversos livros, incluindo O Manual de Cyberpunk (1995) e How to Mutate and Take Over the World (1996) ISBN 0-345-39216-7. Ela foi editora sênior da revista Mondo 2000 e contribuidora frequente do Boing Boing. Milhon morreu de câncer, em 19 de julho de 2003.

## Citações
- "Hacking é a evasão inteligente de limites impostos, impostas por seu governo, seu servidor IP, a sua própria personalidade, ou as leis da física." — St. Jude
- "Se não podemos ter sanidade, podemos fingir-lo com humor. Humor dá-lhe a mesma distância da situação, o mesmo MetaView, somente rindo é mais fácil do que a sanidade e, possivelmente, mais divertido." — St. Jude
- "Dê-nos a largura de banda ou nos mate!" — St. Jude
- "Garotas precisam de modems!" — St. Jude
- "Eu sou um futuro hacker; Eu estou tentando obter acesso principal para o futuro. Eu quero invadir seu sistema de pensamento." — St. Jude
- "Você é rápido? Você é denso?" — St. Jude